# جوهر النظام في علمي الأديان والاحكام
جوهر النظام في علمي الأديان والاحكام لمؤلفه الشيخ العلامة الإمام نور الدين عبدلله بن حميد السالمي كتاب موسوعي يجمع بين دفتيه أبواب مختلفه في العقيدة والفقه والآداب وغيرها من نافع العلوم، كتب على نسق نظم وأبيات أرجوزة التي قارب عددها الأربعة عشر ألف بيت يتميز بسلاستها وعذوبة لفظها وسهولة معانيها.

## عينة من باب العلم
الناشر: مكتبة الإمام نور الدين السالمي